# Pietro Giunti
Il barone Pietro Giunti (Napoli, 8 novembre 1899 – Roma, 7 novembre 1969) è stato un politico italiano, già podestà di Crotone nel 1939.

## Biografia
Nato a Napoli l'8 novembre 1899 da una delle più importanti famiglie nobili di Crotone, conseguì la laurea in Scienze agrarie e si dedicò all'attività di agricoltore.
Iscritto al Partito Nazionale Fascista il 15 marzo 1921, entrò in politica nel 1929 con l'elezione a deputato nella XXVIII, XXIX e XXX Legislatura. Ricevette in seguito la nomina a segretario generale della C.N.S.F.A. e, successivamente, a podestà di Crotone nel 1939.
Sposato con la contessa Maria Gabriella San Martino di Strambino, ebbe 4 figli, Anna Maria, Nicoletta, Berardo e  Ignazio, futuro pilota automobilistico.
Morì a Roma il 7 novembre 1969; fu sepolto nella cappella di famiglia situata nel cimitero del Verano.